# センタ・バーガー
センタ・バーガー (Senta Berger, 1941年5月13日 - ) はオーストリア出身の女優。ドイツ語読みではゼンタ・ベルガーだが、日本では英語読みの“センタ・バーガー”で知られている。

## 略歴
ウィーン出身。旧ユーゴスラビアとハンガリーの血を引く。父親はミュージシャン、母親は教師。5歳の時からバレエを始める。身長163cm。1961年「秘密諜報機関」で共演したリチャード・ウィドマークに見出されたことがきっかけでアメリカ映画のみならず、フランス、イタリア映画へも出演するようになる。その豊満な肢体を武器に各国の映画雑誌からオーストリアのセックス爆弾と評され、西ドイツ出身で同じく映画女優のエルケ・ソマーなどとグラビアを賑わせた。

## 主な出演作品
- 旅　The Journey （英語版）（1959年）
- 秘密諜報機関　The Secret Ways （英語版）（1961年）
- 怪人マブゼ博士・恐るべき狂人　Das Testament des Dr. Mabuse （ドイツ語版）（1962年）
- ウィーンの森の物語　The Waltz King　（1963年、TV シリーズ『ディズニーランド』Season 10 Episode 5-6、日本では1965年劇場映画として公開）
- 勝利者　The Victors（1963年）
- 小さな逃亡者　See How They Run （英語版）（1964年）
- ダンディー少佐　Major Dundee（1965年）
- 巨大なる戦場　Cast a Giant Shadow （英語版）（1965年）
- 栄光の野郎ども　The Glory Guys （英語版）（1965年）
- 0011ナポレオン・ソロ / 消された顔　The Spy with My Face （英語版）（1965年）
- ヴィエナ超特急　Schüsse im Dreivierteltakt （ドイツ語版）（1965年）
- ナポリと女と泥棒たち　Operazione San Gennaro（1966年）
- さらばベルリンの灯　The Quiller Memorandum（1966年）
- 悪のシンフォニー　The Poppy Is Also a Flower （英語版）（1966年）
- 巨大なる戦場　Cast a Giant Shadow（1966年）
- サイレンサー/待伏部隊　The Ambushers （英語版）（1967年）
- 悪魔のようなあなた　Diaboliquement vôtre （フランス語）（1967年）
- ネーム・オブ・ザ・ゲーム（TV ドラマ）　The Name of the Game（1968年、Season 1 Episode 4 Collector's Edition）
- イスタンブール特急（TV 映画）　Istanbul Express（1968年）
- スパイのライセンス　It Takes a Thief（1968年、1969年）
- 火曜日ならベルギーよ　If It's Tuesday, This Must Be Belgium（1969年、カメオ出演）
- 黒豹は死なず　Les étrangers （フランス語版）（1969年）
- 女にしっぽがあったころ　Quando le donne avevano la coda（1970年）
- ルート・ハルプファスの道徳　Die Moral der Ruth Halbfass （ドイツ語版）（1972年）
- 女がしっぽをなくしたころ　Quando le donne persero la coda（1972年）
- 緋文字　Der scharlachrote Buchstabe （ドイツ語版）（1973年）
- 愛のほほえみ　La bellissima estate (1974年)
- スイス・コネクション　The Swiss Conspiracy （英語版）（1976年）
- 戦争のはらわた　Cross of Iron（1977年）
- アム・アイ・ビューティフル?　Bin ich schön? （ドイツ語版）（1998年）
- はじめてのおもてなし　Willkommen bei den Hartmanns （ドイツ語版）（2016年）

## 参照
1. ↑  http://www.mdr.de/riverboat/1187234.html